# Címzett ismeretlen (film, 1935)
A Címzett ismeretlen 1935-ben bemutatott fekete-fehér, romantikus magyar filmvígjáték Ágay Irén, Ráday Imre és Kabos Gyula főszereplésével.

## Cselekmény
|  | Alább a cselekmény részletei következnek! |

Teri, a szépséges árva lány a balatonföldvári postán kap állást. A vonaton együtt utazik a szintén árva, német Tónival, aki törve beszéli a magyart és az ottani hotelban lett londíner.
Egy nap egy gazdag aranyifjú, Pali téved be a postára. Nagyon megtetszik neki Teri, rögtön szerelmet vall neki írásban (mintha táviratot adna fel), de óvatos: eddigi barátnői csak a pénzéért szerették. Elhatározza, hogy titkárnak adja ki magát, aki a főnöke régi ruháit hordja, és gazdája autójával érkezett. Teri hisz neki, de még mindig nagynak gondolja a kettejük közti társadalmi különbségeket.
Teri már beleszeretett Paliba, amikor meglepő hírt hoz neki főnöke: egy Magyarországról elszármazott gazdag amerikai házaspár egy árva postáskisasszonyt akar örökbe fogadni. Teri szerelme tanácsát kéri, aki az ajánlat elfogadására biztatja őt. Teri elfogadja az ajánlatot, bár fáj elválnia Palitól.
Örökbefogadói elárulják neki, hogy férjhez akarják őt adni a gazdag Hugóhoz, akinek szódavízgyára van Újpesten. Teri nemet mond és Palihoz akar szökni, de egy levél várja szerelmétől, amiben közli vele, hogy elutazott és sohasem látja őt többet. Teri bánatában visszamegy a postára dolgozni.
Munkahelyén váratlanul felhívja őt Pali, aki Pestre csalja azzal, hogy munkaadója alkalmazná Terit. Teri kötélnek áll, és felutazik Pestre. Pali elviszi egy gyárhoz az autóján és Terinek nagyon tetszik a textilgyár, amiről Pali elmondja, hogy a gazdája a tulajdonos.
Egy villában találkozik örökbefogadó szüleivel és vőlegényével, mint alkalmazottakkal, és szerelmével, Palival, aki valójában a saját nemlétező „gazdája”. Az örökbefogadást is Pali gondolta ki azért, hogy lássa, Teri őt választja-e, a szegény titkárt és sofőrt, vagy a gazdag Hugót.
Mivel Teri visszament dolgozni, ezzel a szegény Palit választotta, és ezért a jómódú Palit kapta meg jutalmul.
Egy filozófiai gondolat is található a filmben, amiben a közismert „egy fecske nem csinál nyarat” szólást a kerékpár belső gumijára alkalmazza Stangl úr, kétféleképpen is. Eszerint vagy tényleg nem csinál nyarat, vagy éppen hogy jön utána a többi is – aszerint, hogy a tisztelt vevőnek mi a problémája.
|  | Itt a vége a cselekmény részletezésének! |

## Szereplők
- Ágay Irén – Teri
- Ráday Imre – Pali
- Kabos Gyula – Stangl
- Ernst Heinz Haussermann – Tóni
- Vaszary Piri – postafőnöknő
- Góth Sándor – örökbefogadó papa
- Góthné Kertész Ella – örökbefogadó mama
- Bársony István – Varga, postaszolga
- Dajbukát Ilona – Vargáné, a postaszolga felesége
- Keleti László – Hugó
- További szereplők: Kürthy József, Piller Éva, Justh Gyula, Jerabek Boriska, Vándory Gusztáv, Buttykay Emmi

## Egyéb történések a filmben
- Tóni egy jegyzetfüzetbe felírja azok nevét, akik valami rosszat cselekedtek, és később megbünteti őket. Például Stangl hamisan azt állítja, hogy sokat kellett várnia egy bélyegre, valójában pedig nem kért bélyeget, hanem próbált Terinek udvarolni. A postafőnök kisasszony fölöslegesen fegyelmezi Terit, ezért Tóni később a vízbe borítja őket egy hajóval, amikor Stangl és a postafőnök kisasszony együtt csónakáznak.
- Stangl a történet során végig próbál Terinek udvarolni, de a lány udvariasan elutasítja. Stanglt azonban nem lehet lerázni, például amikor Teri és Tóni kettesben elmennek biciklizni, Stangl hozzájuk csapódik és együtt mennek ebédelni is egy halászcsárdába. Stangl hoppon marad, amikor elkezd a biciklijével trükköket bemutatni, közben Pali felveszi Terit és Tónit az autójába és visszaviszi őket a szállásukra.